# Nicolas Forissier
Pour les articles homonymes, voir Forissier.
Nicolas Forissier, né le 17 février 1961 à Paris, est un homme politique français.
Membre des Républicains, il est élu député de l'Indre en 1993, puis nommé au gouvernement en tant que secrétaire d'État chargé de l'Agriculture, de l'Alimentation, de la Pêche et des Affaires rurales en 2004. Il quitte le gouvernement en 2005 et retrouve son siège de député en 2007, qu'il perd lors de la XIVe législature (2012-2017), avant de le retrouver à nouveau à l'issue de celle-ci.

## Biographie

### Jeunesse, études et vie privée
Nicolas Forissier est titulaire d'une licence d'histoire et est diplômé de l'Institut d'études politiques de Paris (promotion 1983, section Service Public). 
Après ses études, il part travailler au Figaro. Puis, il rejoint l'Indre pour commencer sa carrière politique. Il reprend deux entreprises en faillite à La Châtre : l'imprimerie George Sand et L'Écho du Berry avec sa femme, Florence de Soos[réf. nécessaire].
Sa fille est tuée à Katmandou en 2015, lors des séismes au Népal.

### Parcours politique
Nicolas Forissier fait partie du groupe parlementaire UMP à l'Assemblée nationale. Il est maire de La Châtre de 1995 à 2017 et président de la fédération UMP puis Les Républicains pour le département de l'Indre.
Élu député de la 2e circonscription de l'Indre le 2 avril 1993, il est réélu en 1997, 2002 et 2007 avant d'être battu par la candidate du Parti socialiste et maire-adjointe d'Issoudun, Isabelle Bruneau, en 2012. Il est de nouveau réélu dans la même circonscription en 2017. À la suite de cette dernière élection, il abandonne son mandat de maire, conformément à la loi de 2014 sur le cumul des mandats. Il est réélu en 2022.
Nicolas Forissier est secrétaire d'État chargé de l'Agriculture, de l'Alimentation, de la Pêche et des Affaires rurales, de mars 2004 à mai 2005, dans le gouvernement de Jean-Pierre Raffarin.
Président de la fédération départementale LR, il est nommé par Nicolas Sarkozy en juin 2015, secrétaire national du mouvement.
Il parraine Laurent Wauquiez pour le congrès des Républicains de 2017, scrutin lors duquel il est élu le président du parti.
Il fait partie selon Le Figaro d'un groupe informel de députés LR œuvrant à un rapprochement avec Emmanuel Macron.

#### Élections législatives de 2024
Après la dissolution de l'Assemblée nationale le 9 juin 2024, il se représente aux législatives. Après avoir hésité à prendre l'étiquette LR, il condamne la décision d'Éric Ciotti d'avoir noué une alliance avec le RN.

## Détail des fonctions et des mandats

### Mandats locaux
- 19 mars 1989 - 18 juin 1995 : adjoint au maire de La Châtre
- 25 juin 1995 - 18 mars 2001 : maire de La Châtre
- 19 mars 2001 - 9 mars 2008 : maire de La Châtre
- 10 mars 2008 - 11 juillet 2017 : maire de La Châtre
- 1er janvier 2002 - 13 juillet 2017 : président de la communauté de communes de La Châtre et Sainte-Sévère

### Fonction ministérielle
- 31 mars 2004 - 31 mai 2005 : secrétaire d’État auprès du ministre de l’Agriculture, de l’Alimentation, de la Pêche et des Affaires rurales, chargé de l’Agriculture, de l’Alimentation, de la Pêche et des Affaires rurales

### Mandats parlementaires
- 2 avril 1993 - 21 avril 1997 : député de la 2e circonscription législative de l'Indre
- 1er juin 1997 - 18 juin 2002 : député de la 2e circonscription législative de l'Indre
- 19 juin 2002 - 30 avril 2004 : député de la 2e circonscription législative de l'Indre
- 20 juin 2007 - 19 juin 2012 : député de la 2e circonscription législative de l'Indre
- 21 juin 2017 - en cours : député de la 2e circonscription législative de l'Indre

### Autres fonctions
Cette section ne s'appuie pas, ou pas assez, sur des sources secondaires ou tertiaires indépendantes du sujet. Le texte peut contenir des analyses inexactes ou inédites de sources primaires.
Pour l'améliorer, ajoutez-en, ou placez des modèles {{Source secondaire souhaitée}} ou {{Source secondaire nécessaire}} sur les passages mal sourcés. (juin 2025)
- Novembre 2005 - juin 2007 : délégué interministériel aux industries agroalimentaires et à l'agro-industrie, nommé en conseil des ministres du 30 novembre
- Novembre 2009 : médiateur national pour le plan de soutien à l’agriculture
- Depuis décembre 2015 : conseiller régional à la région Centre-Val de Loire
- Depuis septembre 2017 : membre du Comité national d'orientation de BPI France
- Président à titre bénévole du conseil stratégique de l'IHEDREA

### Fonctions à l'Assemblée nationale
Cette section ne s'appuie pas, ou pas assez, sur des sources secondaires ou tertiaires indépendantes du sujet. Le texte peut contenir des analyses inexactes ou inédites de sources primaires.
Pour l'améliorer, ajoutez-en, ou placez des modèles {{Source secondaire souhaitée}} ou {{Source secondaire nécessaire}} sur les passages mal sourcés. (juin 2025)
Depuis juin 2017 : 
- Membre de la commission des affaires étrangères
- Membre de la Commission spéciale chargée d'examiner le projet de loi relatif à la croissance et la transformation des entreprises (PACTE)
- Rapporteur spécial du budget sur le commerce extérieur
- Président du groupe d'amitié France-Argentine
- Vice-président du groupe d'amitié France-Népal
- Président du groupe d'étude « Enjeux d'évolution et de conversion de l'industrie manufacturière »
- Vice-président du groupe d'étude « Attractivité de la France – export – investissement – compétitivité - Startup, PME et ETI »
- Secrétaire du groupe d'étude « Enjeux de la ruralité »
- Secrétaire du groupe d'étude « L'industrie agro-alimentaire face aux enjeux de l'alimentation »